# (9380) Mâcon
(9380) Mâcon, désignation internationale (9380) Macon, est un astéroïde de la ceinture principale.

## Description
(9380) Mâcon est un astéroïde de la ceinture principale. Il fut découvert par Eric Walter Elst le 17 août 1993 à Caussols. Il présente une orbite caractérisée par un demi-grand axe de 2,86 UA, une excentricité de 0,0314 et une inclinaison de 2,106° par rapport à l'écliptique.
Il fut nommé en hommage à la ville de Mâcon, capitale du Mâconnais, préfecture du département de Saône-et-Loire, dans la région Bourgogne.

## Compléments